# 현악 사중주 3번 (베토벤)
《현악 사중주 3번 라장조, 작품번호 18-3》은 루트비히 판 베토벤에 의해 쓰인 여섯 개의 현악 사중주, 작품 번호 18 세트 중 세 번째 작품이다.  

## 개요
여섯 개의 사중주, 작품 번호 18 세트는 베토벤이 그의 친구이자 바이올린 연주자였던 카를 아멘다의 고용주, 요제프 프란츠 폰 롭코비츠 공작을 위한 임무를 수행하기 위해 1798년에서 1800년 사이에 작곡한 것이다. 
베토벤은 빈에서 롭코비츠 공작의 요청에 의해 현악 사중주 장르로 눈을 돌리기 전에, 도시에서 인기 있는 장르인 피아노 소나타, 현악 삼중주, 피아노와 바이올린, 혹은 첼로를 위한 이중주 소나타, 그리고 짧은 노래와 오페라 아리아를 마스터하는 데 그의 첫 해를 바쳤다. 의심할 여지 없이 현악 사중주 장르에 접근하려고 했을 당시의 베토벤의 명백한 두려움은, 베토벤이 나이 든 거장과 함께 공부하기 시작한 해인 1793년에 작품 번호 71과 73을 작곡한, 그 나이 든 거장 하이든에 의해 던져진 거대한 그림자의 결과였다. 하이든은 1797년에 여섯 개의 “에르되디” 사중주, 작품 번호 76을 출판했고, 1799년에 두 개의 사중주, 작품 번호 77을 다시 출판했다. 사중주 장르로의 궁극적인 진출에 대비하기 위해, 베토벤은 다른 사람들의 작품을 연구해야 했고, 특히, 그는 하이든과 모차르트의 작품을 연구했다.
작품 번호 18 세트를 구성하는 사중주 작품의 수는 베토벤의 전통에 대한 고개를 끄덕이는 것 중 하나에 불과하다. 세트에는 일반적으로 여섯 개의 작품이 포함되며, 출판 순서(장르 일련 번호)는 작곡 순서와 일치하지 않는다. 베토벤은 현악 사중주 1번에서 6번까지를 3·1·2·5·4·6번의 순서로 작곡했다. 따라서 이 현악 사중주 3번은 작품 번호 18 세트에서 첫 번째로 작곡된 것이다. 세 번째로 작곡된 2번과 네 번째로 작곡된 5번에서는 베토벤이 그의 전임자들과 직접 대면하는 것처럼 보이며, 결과적으로 다른 수준의 작곡으로 옮겨간다. 우리는 이 작품 번호 18의 사중주들에서 베토벤이 그의 선배들의 스타일을 마스터하고, 새로운 영역으로 단련해 가는 과정을 발견하게 된다. 예를 들어, 네 부분의 독립성은 그의 전임자들의 작품보다 훨씬 더 크다고 볼 수 있는데, 이는 베토벤이 당시까지의 아주 흔한 통주저음으로부터 해방이 되는 시기에 기술을 발전시켰다는 사실에 기인할 수 있다. 수많은 최신 모델에도 불구하고, 이 현악 사중주, 작품 번호 18 세트는 분명히 그 시대의 산물이므로, 베토벤이 아닌 다른 작곡가가 작곡할 수 없었다.
세트의 악보는 1801년에 빈의 트란퀼로 몰로 출판사를 통해 각각 세 개의 사중주로 구성된 두 권의 책으로 출판되었고, 헌정은 세트의 의뢰자였던 롭코비츠 공작에게 이루어졌다.

## 구성
작품은 세트의 다른 모든 사중주와 마찬가지로 4악장 형식을 따른다:
1. Allegro
2. Andante con moto
3. Allegro - Trio
4. Presto

연주 시간은 25분 정도가 소요된다.

### 제1악장. 알레그로
라장조, 소나타 형식. 2/2 박자.
일련의 독주의 제스처로 시작하며, 귀족적인 춤이 시작될 때 의례적인 인사를 암시하는 듯한 다른 앙상블 멤버들의 우아한 외침과 응답으로 반향한다.

### 제2악장. 안단테 콘 모토
내림나장조, 2/4 박자.
안단테는 흐르는 대화로 앙상블을 끌어들이는데, 그 가운데에서 멜로디와 반주가 쉽게 자리를 바꾼다.

### 제3악장. 알레그로 - 트리오
라장조 - 라단조, 3/4 박자
명기되어 있지는 않지만, 스케르초의 형태를 취한다. 주부의 전반 여덟 마디가 올림바단조로 시종하는 등, 화성적인 노력이 있다. 중간부(트리오)는 라단조로, 부드러운 움직임에 의해 주부와 대비된다.

### 제4악장. 프레스토 (라장조)
라장조. 소나타 형식. 6/8 박자.
피날레는 미묘한 리듬이 한 웅큼의 연기에 상당하는 음악 속에서 사라지기 전에 추진력을 유지하는 장난스러운 프레스토이다. 말을 거는 제1주제와 유머로 가득찬 제2주제로 구성된다.